# パラオ人
パラオ人（英語: Palauans）とは、パラオに住むミクロネシア系の民族集団である。

## 概要
パラオ人はその民族に関する情報が乏しく、有史以前のパラオについても未解明の状態であることから今も解明のための研究が進められているが、現在は国内に多く残る遺跡などの研究結果により約4000年前から人が住んでいたと推定されている他、オーストロネシア人の一派であるメラネシア人(オセアニック･ニグロイド)に近似する身体的特徴が顕著であることが判明している。ただし、パラオ語はスンダ・スラウェシ語群に属しスラウェシ島の言語と近縁で、メラネシアの大洋州諸語とはやや隔たりがある。